# Textulariida
Die Textulariida sind eine Ordnung gehäusetragender, meeresbewohnender Einzeller aus der Gruppe der Foraminiferen. 

## Merkmale
Die Arten der Ordnung bilden agglutinierte Gehäuse, also Gehäuse aus aufgesammelten Partikeln, die in Niedrig-Magnesium-Kalzit (< 5 mol-% Mg) verankert werden. Die gefurchten (=canaliculaten) Gehäuse sind anfangs trochospiral, drei- oder zweireihig, später dann zwei- oder einreihig.

## Systematik
Die Ordnung ist seit dem Mitteljura (Bajocium) fossil belegt. Sie umfasst rezent eine Überfamilie (Familien Auswahl):
- Überfamilie Textulariacea
  - Familie Textulariidae
  - Familie Eggerellidae
  - Familie Valvulinidae
  - Familie Pseudogaudryinidae

## Nachweise
- Barun K. Sen Gupta: Systematics of modern Foraminifera, In: Barun K. Sen Gupta (Hrsg.): Modern Foraminifera. Springer Netherlands (Kluwer Academic), 2002, ISBN 1-4020-0598-9, S. 26.
- Alfred R. Loeblich, Jr., Helen Tappan: Foraminiferal genera and their classification, E-Book des Geological Survey Of Iran, 2005, Online